# Ворлд Бі Фрі
Ворлд Бі Фрі (англ. World B. Free, нар. як Ллойд Бернард Фрі (англ. Lloyd Bernard Free) 9 грудня 1953, Атланта, США) — американський професіональний баскетболіст, що грав на позиції атакувального захисника за низку команд НБА. Згодом — директор розвитку гравців клубу «Філадельфія Севенті-Сіксерс».

## Ігрова кар'єра
На університетському рівні грав за команду Гілфорд (1972–1975). 
1975 року був обраний у другому раунді драфту НБА під загальним 23-м номером командою «Філадельфія Севенті-Сіксерс». Захищав кольори команди з Філадельфії протягом наступних 3 сезонів.
З 1978 по 1980 рік грав у складі «Сан-Дієго Кліпперс». 1980 року набирав 30,2 очка за гру, що дозволило йому бути запрошеним для участі у матчі всіх зірок НБА.
1980 року перейшов до «Голден-Стейт Ворріорс», у складі якої провів наступні 2 сезони своєї кар'єри.
Наступною командою в кар'єрі гравця була «Клівленд Кавальєрс», за яку він відіграв 4 сезони.
З 1986 по 1987 рік грав у складі «Філадельфія Севенті-Сіксерс».
Частину 1987 року виступав у складі команди АБА «Маямі Тропікс».
Останньою ж командою в кар'єрі гравця стала «Х'юстон Рокетс», до складу якої він приєднався 1987 року і за яку відіграв один сезон.

## Зміна імені
8 грудня 1981 року, за день до свого 28-ого дня народження офіційно змінив своєї ім'я на Ворлд. Таким чином повністю його ім'я стало Ворлд Бі Фрі, що в перекладі українською означає Світ Будь Вільним.

## Статистика виступів в НБА

### Регулярний сезон
| Сезон              | Команда                       | GP  | GS  | MPG  | FG%  | 3P%  | FT%  | RPG | APG | SPG | BPG | PPG  |
| ------------------ | ----------------------------- | --- | --- | ---- | ---- | ---- | ---- | --- | --- | --- | --- | ---- |
| 1975–76            | «Філадельфія Севенті-Сіксерс» | 71  | –   | 15.8 | .448 | –    | .602 | 1.8 | 1.5 | 0.5 | 0.1 | 8.3  |
| 1976–77            | «Філадельфія Севенті-Сіксерс» | 78  | –   | 28.9 | .457 | –    | .720 | 3.0 | 3.4 | 1.0 | 0.3 | 16.3 |
| 1977–78            | «Філадельфія Севенті-Сіксерс» | 76  | –   | 27.0 | .455 | –    | .731 | 2.8 | 4.0 | 0.9 | 0.5 | 15.7 |
| 1978–79            | «Сан-Дієго Кліпперс»          | 78  | –   | 37.9 | .481 | –    | .756 | 3.9 | 4.4 | 1.4 | 0.4 | 28.8 |
| 1979–80            | «Сан-Дієго Кліпперс»          | 68  | –   | 38.0 | .474 | .360 | .753 | 3.5 | 4.2 | 1.2 | 0.5 | 30.2 |
| 1980–81            | «Голден-Стейт Ворріорс»       | 65  | –   | 36.5 | .446 | .161 | .814 | 2.4 | 5.6 | 1.3 | 0.2 | 24.1 |
| 1981–82            | «Голден-Стейт Ворріорс»       | 78  | 78  | 35.8 | .448 | .179 | .740 | 3.2 | 5.4 | 0.9 | 0.1 | 22.9 |
| 1982–83            | «Голден-Стейт Ворріорс»       | 19  | 18  | 36.8 | .451 | .000 | .711 | 2.3 | 4.7 | 0.8 | 0.2 | 22.8 |
| 1982–83            | «Клівленд Кавальєрс»          | 54  | 51  | 35.9 | .458 | .357 | .747 | 2.9 | 3.7 | 1.5 | 0.2 | 24.2 |
| 1983–84            | «Клівленд Кавальєрс»          | 75  | 71  | 31.7 | .445 | .319 | .784 | 2.9 | 3.0 | 1.3 | 0.1 | 22.3 |
| 1984–85            | «Клівленд Кавальєрс»          | 71  | 50  | 31.7 | .459 | .368 | .749 | 3.0 | 4.5 | 1.1 | 0.2 | 22.5 |
| 1985–86            | «Клівленд Кавальєрс»          | 75  | 75  | 33.8 | .455 | .420 | .780 | 2.9 | 4.2 | 1.2 | 0.3 | 23.4 |
| 1986–87            | «Філадельфія Севенті-Сіксерс» | 20  | 2   | 14.3 | .317 | .222 | .766 | 1.0 | 1.5 | 0.3 | 0.2 | 5.8  |
| 1987–88            | «Х'юстон Рокетс»              | 58  | 0   | 11.8 | .409 | .229 | .800 | 0.8 | 1.0 | 0.3 | 0.1 | 6.4  |
| Усього за кар'єру  | Усього за кар'єру             | 886 | 345 | 30.4 | .456 | .337 | .753 | 2.7 | 3.7 | 1.0 | 0.3 | 20.3 |
| В іграх усіх зірок | В іграх усіх зірок            | 1   | 1   | 21.0 | .538 | –    | .000 | 3.0 | 5.0 | 0.0 | 1.0 | 14.0 |

### Плей-оф
| Сезон             | Команда                       | GP | GS | MPG  | FG%  | 3P%  | FT%  | RPG | APG | SPG | BPG | PPG  |
| ----------------- | ----------------------------- | -- | -- | ---- | ---- | ---- | ---- | --- | --- | --- | --- | ---- |
| 1976              | «Філадельфія Севенті-Сіксерс» | 3  | –  | 20.7 | .393 | –    | .769 | 0.3 | 1.7 | 1.0 | 0.0 | 10.7 |
| 1977              | «Філадельфія Севенті-Сіксерс» | 15 | –  | 18.7 | .371 | –    | .688 | 2.1 | 1.9 | 0.8 | 0.5 | 11.9 |
| 1978              | «Філадельфія Севенті-Сіксерс» | 10 | –  | 26.8 | .411 | –    | .728 | 3.1 | 3.7 | 0.4 | 0.6 | 16.1 |
| 1985              | «Клівленд Кавальєрс»          | 4  | 4  | 37.5 | .441 | .000 | .920 | 2.5 | 7.8 | 1.5 | 0.0 | 26.3 |
| 1988              | «Х'юстон Рокетс»              | 2  | 0  | 6.0  | .000 | .000 | –    | 1.0 | 0.5 | 0.5 | 0.0 | 0.0  |
| Усього за кар'єру | Усього за кар'єру             | 34 | 4  | 22.7 | .398 | .000 | .740 | 2.2 | 3.0 | 0.7 | 0.4 | 14.0 |